# Psellonus planus
Psellonus planus là một loài nhện trong họ Philodromidae.
Loài này thuộc chi Psellonus. Psellonus planus được Eugène Simon miêu tả năm 1897.